# برایان دریسدیل
برایان دریسدیل (انگلیسی: Brian Drysdale؛ زادهٔ ۲۴ فوریهٔ ۱۹۴۳) بازیکن فوتبال اهل بریتانیا است.
از باشگاه‌هایی که در آن بازی کرده‌است می‌توان به باشگاه فوتبال هارتل پول یونایتد، باشگاه فوتبال ردینگ، باشگاه فوتبال آکسفورد یونایتد، باشگاه فوتبال لینکولن سیتی، باشگاه فوتبال فروم تاون، باشگاه فوتبال بریستول سیتی، و باشگاه فوتبال کلیودون پارک اشاره کرد.